# 2019年富山県議会議員選挙
2019年富山県議会議員選挙（2019ねんとやまけんぎかいぎいんせんきょ）は、富山県の議決機関である富山県議会を構成する議員を全面改選するために行われる選挙で、第19回統一地方選挙の前半戦投票日である4月7日に投票が行われた。

## 概要
県議会議員の任期4年が満了したことに伴って実施された。13選挙区40議席に対し54名が立候補したが、4選挙区では定数と同じ候補者しか立候補せず、7名が無投票当選となり、残る9選挙区47名によって選挙戦が行われた。

## 基礎データ
- 選挙事由：任期満了
- 告示日：2019年3月29日
- 投票日：2019年4月7日
- 議員定数：40名
- 選挙区：13選挙区（うち4選挙区で無投票）
- 候補者数：54名（うち7人が無投票当選）
  - 各党候補者数：自由民主党33名、公明党1名、社会民主党4名、日本共産党4名、日本維新の会1名、無所属11名

## 選挙結果
自民党は選挙前より2議席増やし、32議席を獲得した。社民党は公示前より1議席減の3議席となった。日本共産党は射水市選挙区で議席を獲得し、40年ぶりに複数議席となった。

## 当選者
自民党 
 公明党 
 社民党 
 共産党 
 無所属 
| 富山市   | 第1      | 吉田勉   | 種部恭子   | 中川忠昭   | 奥野詠子 |
| 富山市   | 第1      | 火爪弘子 | 五十嵐務   | 杉本正     | 藤井大輔 |
| 富山市   | 第1      | 岡崎信也 | 庄司昌弘   | 平木柳太郎 |          |
| 富山市   | 第2      | 藤井裕久 | 宮本光明   | 井上学     |          |
| 高岡市   | 高岡市   | 山本徹   | 瀬川侑希   | 渡辺守人   | 川島国   |
| 高岡市   | 高岡市   | 針山健史 | 井加田まり | 酒井立志   |          |
| 魚津市   | 魚津市   | 沢崎豊   | 稗苗清吉   |            |          |
| 氷見市   | 氷見市   | 薮田栄治 | 菅沢裕明   |            |          |
| 滑川市   | 滑川市   | 大門良輔 |            |            |          |
| 黒部市   | 黒部市   | 川上浩   | 横山栄     |            |          |
| 砺波市   | 砺波市   | 米原蕃   | 瘧師富士夫 |            |          |
| 小矢部市 | 小矢部市 | 筱岡貞郎 |            |            |          |
| 南砺市   | 南砺市   | 武田慎一 | 安達孝彦   |            |          |
| 射水市   | 射水市   | 永森直人 | 八嶋浩久   | 津本二三男 |          |
| 中新川郡 | 中新川郡 | 山崎宗良 | 亀山彰     |            |          |
| 下新川郡 | 下新川郡 | 上田英俊 | 鹿熊正一   |            |          |